# Jamaica Bay

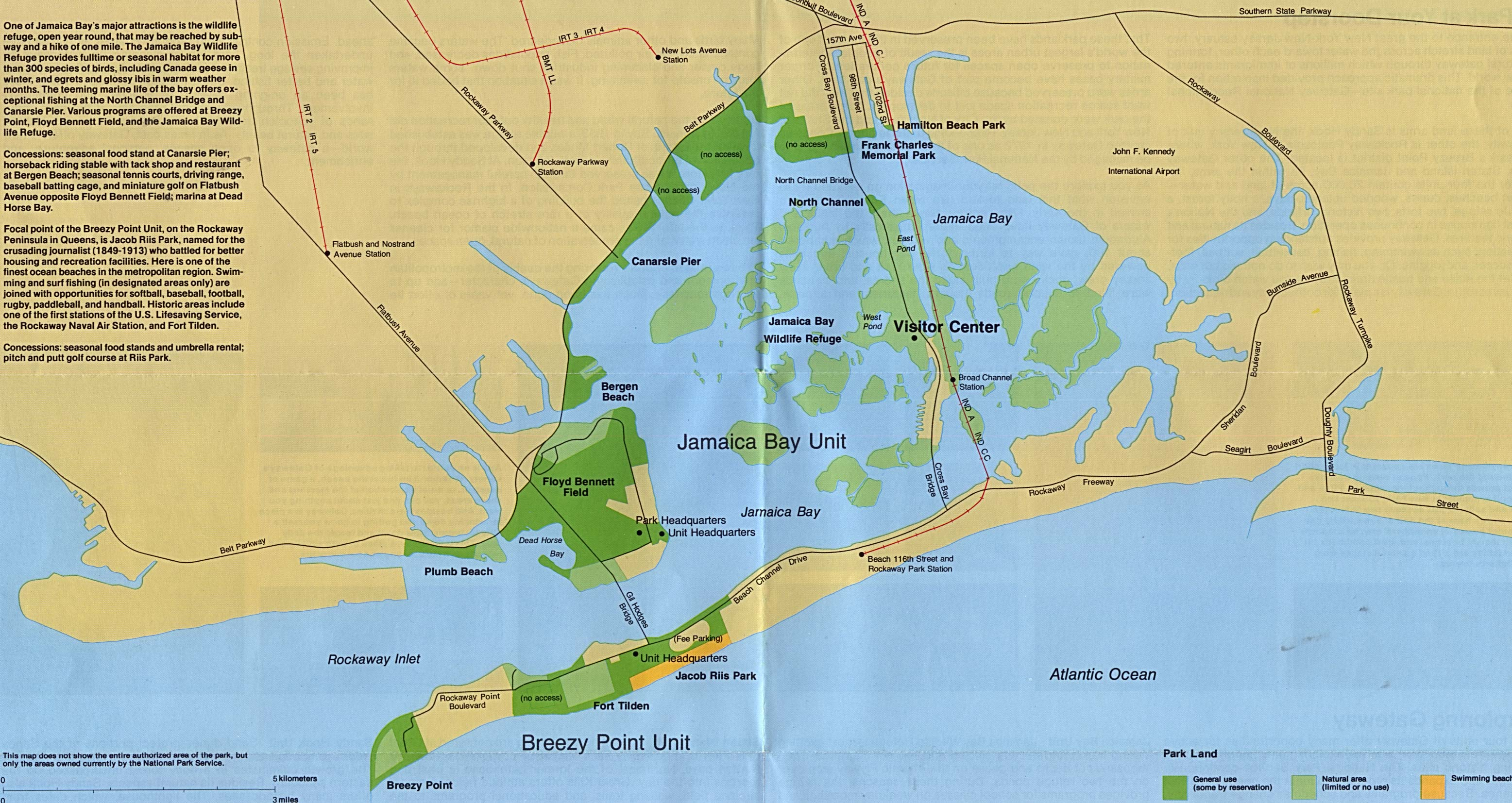
Cartina turistica

Jamaica Bay è una laguna nella parte meridionale di Long Island, nello stato di New York degli Stati Uniti d'America. Appartiene principalmente ai sobborghi di Brooklyn e del Queens di New York, con una piccola parte nella contea di Nassau.
Il nome deriva dalla parola Yameco della lingua lenape, che significa castoro. Non è collegato con il nome dell'isola caraibica di Giamaica, che deriva dalla parola Xaymaca della lingua arawak e significa "terra di boschi e acqua".
La baia ha un'area di circa 100 km2 ed una profondità media di 4 metri. Confina a nord est con l'Aeroporto JFK. È soggetta ad effetti di marea semidiurni che ne fanno variare il livello di circa 1,5 metri. L'acqua è salmastra e molto ricca di nutrienti, con salinità dal 20,5 al 26 per mille. Contiene numerose isole paludose e fino agli anni 40 era nota come Grassy Bay.
La maggiore attrazione turistica è il Jamaica Bay Wildlife Refuge, una riserva naturalistica dove si possono osservare molte specie di uccelli, tartarughe, crostacei ed altra fauna acquatica.
Fa parte della Gateway National Recreation Area, una zona naturalistica e ricreativa gestita dal National Park Service.